# Вольнцах
Вольнцах (нім. Wolnzach) — громада в Німеччині, розташована в землі Баварія. Підпорядковується адміністративному округу Верхня Баварія. Входить до складу району Пфаффенгофен.
Площа — 91,62 км2. Населення становить 11 704 ос. (станом на 31 грудня 2020).